# Université Loyola du Maryland
L'université Loyola du Maryland (en anglais : Loyola University Maryland) est une université privée américaine Jésuite située à Baltimore dans le Maryland. Fondée en 1852 par John Early et huit autres membres de la Compagnie de Jésus.

## Personnalités liées à l'université
- Tom Clancy, romancier américain.
- Michael Griffin, physicien et ingénieur aérospatial américain. Il fut administrateur de la NASA du 13 avril 2005 au 20 janvier 2009.
- Michael Malone,  entraîneur américain de basket-ball. Il est actuellement à la tête des Nuggets de Denver au sein de la National Basketball Association.